# Wetmorea notabilis
Wetmorea notabilis är en insektsart som beskrevs av Mcatee och Malloch 1924. Wetmorea notabilis ingår i släktet Wetmorea och familjen ängsskinnbaggar. Inga underarter finns listade i Catalogue of Life.